# Очакка
Очакка — река в России, протекает по территории Юшкозерского сельского поселения Калевальского района Республики Карелии. Впадает в Шомбозеро, через которое протекает Шомба, северо-восточнее нежилого населённого пункта Шомбозеро. Длина реки составляет 14 км.
Высота устья — 115,9 м над уровнем моря.

## Данные водного реестра
По данным государственного водного реестра России относится к Баренцево-Беломорскому бассейновому округу, водохозяйственный участок реки — Кемь от Кривопорожского гидроузла и до устья. Речной бассейн реки — бассейны рек Кольского полуострова и Карелии, впадает в Белое море.
Код объекта в государственном водном реестре — 02020001012102000004610.